# Evald Fransson
Frans Laurin Evald Fransson, född 23 juni 1907 i Trankils församling, Värmlands län, död 1 januari 1988 i Härlanda församling, Göteborg, var en svensk skolledare och skriftställare.
Fransson, som var son till hemmansägare Frans Andréasson och Justina Svensson, utexaminerades från Folkskoleseminariet i Karlstad 1932. Han blev e.o. folkskollärare i Hornsberg på Frösön 1932, folkskollärare i Torpshammar 1935, i Göteborg 1936 och var rektor vid Göteborgs stads obligatoriska skolor från 1956. 
Fransson var styrelseledamot i Arbetarnas bildningsförbund (ABF) i Göteborg 1946–1955, biträdande redaktör för Folklig Kultur 1947–1949, ordförande i Unga Örnars Göteborgsdistrikt 1945-1948 och ledamot av Göteborgs folkskolestyrelse 1945–1955. Han var även verksam inom Svenska familjevärnet. Utöver nedanstående skrifter författade han artiklar i tidningar och tidskrifter.